# Tour du Jura 2024
Il Tour du Jura 2024, ventunesima edizione della corsa e valida come evento dell'UCI Europe Tour 2024 categoria 1.1, si svolse il 13 aprile 2024 su un percorso di 174,6 km, con partenza da Domblans e arrivo sul Mont Poupet, in Francia. La vittoria fu appannaggio del francese David Gaudu, il quale completò il percorso in 4h15'28", alla media di 41,007 km/h, precedendo i connazionali Jordan Jegat e Guillaume Martin.
Sul traguardo del Mont Poupet 78 ciclisti, dei 117 partiti da Domblans, portarono a termine la competizione.

## Squadre e corridori partecipanti
| N.    | Cod. | Squadra                         |
| ----- | ---- | ------------------------------- |
| 1-6   | ARK  | Arkéa-B&B Hotels                |
| 11-16 | COF  | Cofidis                         |
| 21-26 | DAT  | Decathlon AG2R La Mondiale Team |
| 31-36 | GFC  | Groupama-FDJ                    |
| 41-46 | BBH  | Burgos-BH                       |
| 51-56 | CJR  | Caja Rural-Seguros RGA          |
| 61-66 | EKP  | Equipo Kern Pharma              |
| 71-76 | EUS  | Euskaltel-Euskadi               |
| 81-86 | IPT  | Israel-Premier Tech             |
| 91-96 | LTD  | Lotto Dstny                     |

| N.      | Cod. | Squadra                       |
| ------- | ---- | ----------------------------- |
| 101-106 | TNN  | Team Novo Nordisk             |
| 111-116 | TEN  | TotalEnergies                 |
| 121-126 | UXM  | Uno-X Mobility                |
| 131-136 | VBF  | VF Group-Bardiani CSF-Faizanè |
| 141-146 | BAI  | Bike Aid                      |
| 151-156 | UCN  | CIC U Nantes Atlantique       |
| 161-166 | NMC  | Nice Métropole Côte d'Azur    |
| 171-176 | PWB  | Philippe Wagner-Bazin         |
| 181-186 | AUB  | St Michel-Mavic-Auber93       |
| 191-196 | VRR  | Van Rysel-Roubaix             |

## Ordine d'arrivo (Top 10)
| Pos. | Corridore          | Squadra       | Tempo    |
| ---- | ------------------ | ------------- | -------- |
| 1    | David Gaudu        | Groupama      | 4h15'28" |
| 2    | Jordan Jegat       | TotalEnergies | a 4"     |
| 3    | Guillaume Martin   | Cofidis       | s.t.     |
| 4    | Felix Gall         | Decathlon     | s.t.     |
| 5    | Harm Vanhoucke     | Lotto         | s.t.     |
| 6    | Victor Langellotti | Burgos        | a 10"    |
| 7    | Clément Berthet    | Decathlon     | s.t.     |
| 8    | J. Alveiro Cepeda  | Caja Rural    | s.t.     |
| 9    | Cristián Rodríguez | Arkéa         | a 17"    |
| 10   | José Manuel Díaz   | Burgos        | a 34"    |